# Calvin Booth
Calvin Lawrence Booth (Ohio, 7 de maio de 1976) é um ex-jogador profissional norte-americano de basquete e atual gerente geral do Denver Nuggets.

## Carreira universitária
Booth estudou na Penn State University depois de estudar na Groveport Madison High School em Ohio. 
Em seu terceiro ano, ele foi nomeado o Jogador Defensivo do Ano da Big Ten. Em seu último ano, ele foi selecionado para a Segunda-Equipe da Big Ten Conference. Ele obteve seu bacharelado em artes na Penn State em 1998.

## Carreira de jogador da NBA
Booth foi selecionado pelo Washington Wizards como a 35º escolha geral do Draft da NBA de 1999. Ele jogou pelos Wizards, Dallas Mavericks, Seattle SuperSonics, Philadelphia 76ers, Milwaukee Bucks, Minnesota Timberwolves e Sacramento Kings e teve médias de 3,3 pontos, 2,8 rebotes e 1,0 bloqueios.
Em 13 de janeiro de 2004, como membro dos Supersonics, Booth registrou 10 bloqueios em 17 minutos. Os Supersonics perderam este jogo para os Cavaliers por 96-104.
No jogo 5 dos playoffs da NBA de 2001 contra o Utah Jazz, Booth fez uma bandeja com 9,8 segundos restantes para dar a Dallas uma vantagem de 84-83 no final do jogo e, portanto, uma vitória de 3-2 na série; esta foi a primeira série de playoffs vitoriosa dos Mavericks desde as semifinais da Conferência Oeste de 1988 contra o Denver Nuggets.

## Carreira como dirigente
Booth começou sua carreira como olheiro do New Orleans Pelicans durante a temporada de 2012-13. Depois de um ano, ele se tornou diretor de jogadores do Minnesota Timberwolves. Em 16 de agosto de 2017, Booth foi nomeado gerente geral assistente do Denver Nuggets.
Em 7 de julho de 2020, Booth foi nomeado gerente geral do Denver Nuggets.

## Estatísticas na NBA

### Temporada regular
| Ano      | Equipe       | PJ  | PT | MPJ  | AP   | 3P   | LL   | RT  | AS  | BR | TO  | PPJ |
| -------- | ------------ | --- | -- | ---- | ---- | ---- | ---- | --- | --- | -- | --- | --- |
| 1999–00  | Washington   | 11  | 0  | 13.0 | .348 | .000 | .714 | 2.9 | .6  | .3 | 1.3 | 3.8 |
| 2000–01  | Washington   | 40  | 22 | 16.0 | .440 | .000 | .733 | 4.4 | .6  | .4 | 2.0 | 4.5 |
| 2000–01  | Dallas       | 15  | 7  | 19.5 | .548 | .000 | .606 | 4.8 | 1.3 | .8 | 2.0 | 7.5 |
| 2001–02  | Seattle      | 15  | 15 | 18.6 | .427 | .000 | .958 | 3.6 | 1.1 | .4 | .9  | 6.2 |
| 2002–03  | Seattle      | 47  | 0  | 12.2 | .437 | .000 | .723 | 2.3 | .3  | .2 | .7  | 2.9 |
| 2003–04  | Seattle      | 71  | 35 | 17.0 | .466 | .000 | .798 | 3.9 | .4  | .2 | 1.4 | 4.9 |
| 2004–05  | Dallas       | 34  | 1  | 7.7  | .430 | .000 | .875 | 1.7 | .1  | .3 | .5  | 2.4 |
| 2004–05  | Milwaukee    | 17  | 0  | 11.1 | .517 | .000 | .750 | 2.9 | .2  | .2 | .7  | 2.5 |
| 2005–06  | Washington   | 33  | 2  | 7.6  | .426 | .500 | .556 | 1.6 | .4  | .3 | .3  | 1.4 |
| 2006–07  | Washington   | 44  | 1  | 8.6  | .470 | .500 | .600 | 1.8 | .4  | .1 | .7  | 1.6 |
| 2007–08  | Philadelphia | 31  | 0  | 6.6  | .333 | .000 | .600 | 1.2 | .3  | .2 | .6  | .8  |
| 2008–09  | Minnesota    | 1   | 0  | 1.0  | .000 | .000 | .000 | 1.0 | .0  | .0 | .0  | .0  |
| 2008–09  | Sacramento   | 7   | 0  | 7.9  | .500 | .000 | .750 | 1.4 | .0  | .1 | .3  | 2.3 |
| Carreira | Carreira     | 366 | 83 | 11.2 | .410 | .076 | .666 | 2.5 | .4  | .2 | .8  | 3.1 |

### Playoffs
| Ano      | Equipe     | PJ | PT | MPJ  | AP   | 3P   | LL   | RT  | AS  | BR  | TO | PPJ |
| -------- | ---------- | -- | -- | ---- | ---- | ---- | ---- | --- | --- | --- | -- | --- |
| 2001     | Dallas     | 10 | 0  | 13.7 | .405 | .000 | .889 | 2.8 | .2  | .7  | .6 | 3.8 |
| 2007     | Washington | 1  | 0  | 18.0 | .667 | .000 | .000 | 4.0 | 1.0 | 1.0 | .0 | 4.0 |
| Carreira | Carreira   | 11 | 0  | 15.8 | .536 | .000 | .444 | 3.4 | .6  | .8  | .3 | 3.9 |